# Henrique Poppe Leão
Henrique Poppe Leão (Niterói, 7 de setembro de 1881 – Porto Alegre, 14 de agosto de 1916) foi um jornalista, fundador e presidente do Sport Club Internacional. Seu nome era Henrique Poppe, tendo adotado o sobrenome artístico "Leão" em homenagem à sua mãe.pg.3 Casou-se com Maria da Conceição Ortiz em 1909. Morreu aos 34 anos em decorrência de uma uremia.

## Carreira profissional e realizações
Iniciou a carreira de jornalista no Jornal O Estado de S. Paulo, onde permaneceu até 1901 quando mudou-se com a família para Porto Alegre, para trabalhar no comércio, na loja de importados Ao Preço Fixo e posteriormente na secretaria do Conselho da Intendência Municipal, espécie de Câmara de Vereadores na época do intendente municipal José Montauri. Na capital gaúcha exerceu o jornalismo em diversos jornais, entre eles, o A Federação, jornal do Partido Republicano Rio-Grandense; O Diário, onde trabalhou como repórter esportivo; Exemplo, relacionado à cultura negra; no periódico A Rua, onde foi chefe de redação; Echo do Povo e Gazeta do Povo. Também atuou como correspondente telegráfico em diversos jornais do Brasil, entre eles o O Dia, de Florianópolis.
Foi um dos fundadores do Sport Club Internacional em 1909, clube que presidiu em 1910. Também foi fundador e presidente do Club 17 de Junho (um clube político); fundador e presidente (em 1911) da Liga Porto-Alegrense de Foot-Ball, entidade organizadora do primeiro Campeonato Citadino de Porto Alegre;[carece de fontes?] fundador do Clube Dançante Caixeiral; fundador do Círculo de Imprensa; fundador do Sport Club Municipal, formado por funcionários públicos da intendência para a prática do foot-ball.

### Redescoberta
A redescoberta de sua biografia e realizações ocorreu em fevereiro de 2008, quando o conselheiro, pesquisador, blogueiro e torcedor colorado Tiago Andres Vaz, localizou o sobrinho de Henrique Poppe no Rio de Janeiro, o delegado Carlos Bandeira Poppe, filho de Luiz Madeira Poppe (também fundador do Internacional), irmão de Henrique Poppe Leão. Carlos conservou uma edição do periódico A Rua, de 18 de agosto de 1916, quatro dias depois da morte de Henrique Poppe Leão, em que constava um necrológico detalhado com informações sobre sua carreira e obras. Em abril de 2009 foi feita uma homenagem à familia Poppe, com entrega de placa aos familiares de Henrique Poppe Leão durante evento de celebração do centenário do clube, realizado na Praça Sport Club Internacional, primeiro campo para prática do futebol utilizado pelo Inter.